# 알제리의 총리

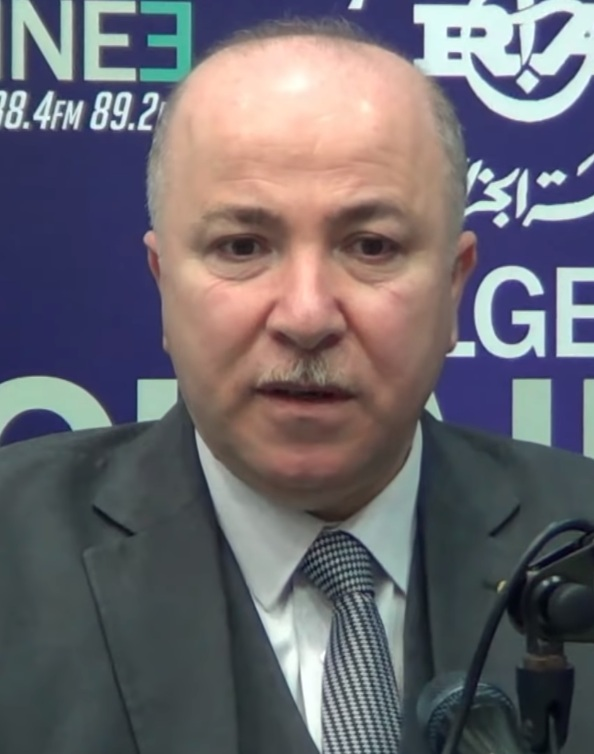
아이멘 베납데라흐만 총리.

알제리의 총리는 알제리 정부의 내각 수반이다. 총리는 의회가 임명하며, 현재 알제리 총리는 아이멘 베납데라흐만이다.